# Montemilone

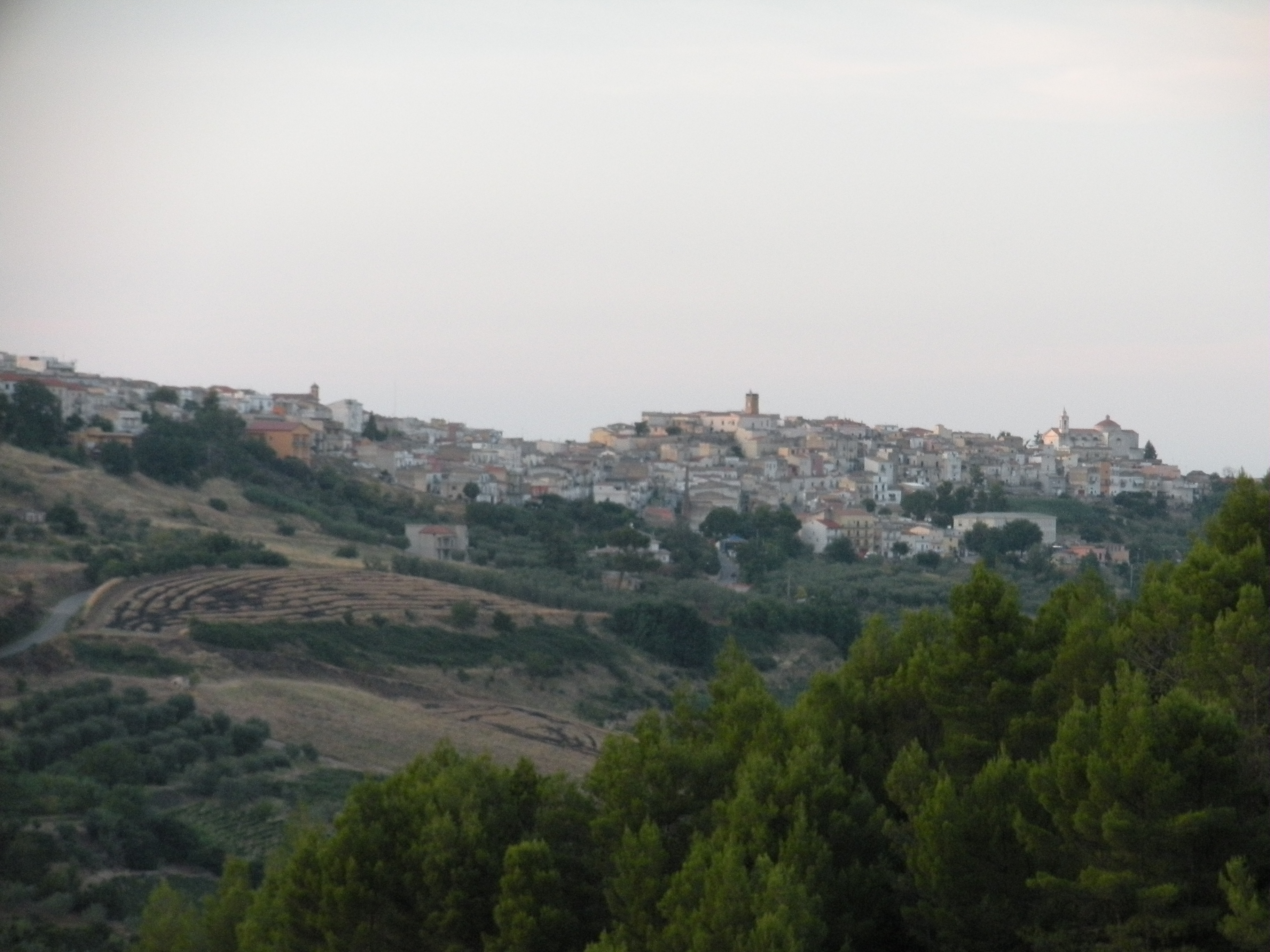
Montemilone

Montemilone (im lokalen Dialekt: Mundemelóne) ist eine süditalienische Gemeinde (comune) mit 1372 Einwohnern (Stand 31. Dezember 2023) in der Provinz Potenza in der Basilikata. Die Gemeinde liegt etwa 46 Kilometer nordnordöstlich von Potenza an den Ausläufern der Murgia und grenzt an die Provinz Barletta-Andria-Trani (Apulien).

## Verkehr
Die südliche Gemeindegrenze bildet die Strada Statale 655 Bradanica von Foggia nach Matera.